# Heinrich-Jakob von Fleckenstein-Windeck
Heinrich-Jakob von Fleckenstein-Windeck, auch Heinrich-Jacob von Fleckenstein-Bickenbach-Windeck (* 1636; † 26. April 1720) war der letzte Freiherr aus der Adelsfamilie Fleckenstein im Elsass. Die Freiherrschaft umfasste über 40 Marktflecken und Dörfer. Das Feudalwesen Fleckensteins erstreckte sich von Basel bis nach Lahnstein, mit Besitz auch in der Markgrafschaft Baden.
Nach dem Verlust von Beinheim an die Markgrafen von Baden wurde das Schloss Rödern Mittelpunkt der Verwaltung, diese wurde jedoch später in das neuerbaute Schloss zu Trimbach verlegt. Heinrich-Jacobs Vater Georg Heinrich war General der bayerischen Truppen und starb 1663, sein Onkel Friederich Wolfgang war Maréchal de camp der französischen Armee. Heinrich-Jacobs einziger Sohn Friedrich Jacob starb 1710. Er war mit Eleonora Katharina von Rathsamhausen verheiratet und hinterließ eine Tochter: Eleonora Sidonia die 1689 Johann von Mundolsheim heiratete.
Mit Heinrich-Jacob starb das Geschlecht der Fleckensteiner aus, da er keine lebenden männlichen Nachkommen hatte. Über seinem Grab wurde deshalb dem alten Brauch folgend das Wappen der Fleckensteiner (drei silberne Balken auf grünem Feld) zerbrochen. Sein Grabgedenkstein befindet sich in der Kirche in Bühl. Seine Töchter (und ihre Familien) und Enkelin erbten seinen Besitz. Maria Dorothea erhielt u. a. Drachenbronn-Birlenbach, Maria Magdalena  erbte u. a. Zutzendorf. Juliana Sidonia hinterließ er die Burg Fleckenstein.

## Familie
Er war seit 1659 mit Susanna Maria von Landsberg verheiratet. Das Paar hatte folgende Kinder:
- Friedrich Jacob (–1710) ⚭ Eleonora Katharina von Rathsamhausen
- Maria Dorothea (1660–1717) ⚭ Wolfgang Heinrich von Göllnitz
- Maria Magdalena (1661–1689) ⚭ Philipp Christopher Gayling von Altheim (* 1654; † 25. Juni 1705)
- Juliana Sidonia (1672–1735) ⚭ Ignatz Ludwig Vitzthum von Egersbach